# Regionalbus Leipzig
Die Regionalbus Leipzig GmbH betreibt Omnibusverkehr und hat ihren Sitz in Deuben. Sie bietet neben dem Linienverkehr auch Busvermietungen an.

## Geschichte

PVM Logo

Ein liegengebliebenes Armeefahrzeug wurde vom Kraftverkehr Grimma zum ersten Omnibus in diesem Betrieb umgebaut. Die Besonderheit des umgebauten Fahrzeuges bestand darin, dass es ein Rechtslenker war. Der Omnibus wurde nur kurz im Fahrzeugbestand aufgenommen und durch ein anderes Fahrzeug ersetzt. Die S-551 war eine der ersten Linien in diesem Betrieb, die von Wurzen über Trebsen nach Grimma verkehrte. Auf dieser Linie war ein H6B mit Hänger eingesetzt. Ein Ikarus 55 Lux mit Reisebestuhlung, Tischen und Leselampe gehörte zum Bestand im Kraftverkehr Grimma. Nach der Wende gründete sich 1993 die Personenverkehrsgesellschaft Muldental.
Im August 2004 erfolgte der Beitritt in den Mitteldeutschen Verkehrsverbund. Am 1. Januar 2014 übernahm die Personenverkehrsgesellschaft Muldental mbH bis auf wenige Ausnahmen die Linienkonzessionen für den regionalen Busverkehr für das Bediengebiet Zwenkau (Südraum Leipzig) von den Leipziger Verkehrsbetrieben (LVB). Mit diesem Schritt wurden neben dem Betriebshof Zwenkau auch 37 Omnibusse und ca. 60 Mitarbeiter von der LeoBus, einer Tochtergesellschaft der LVB, übernommen. Durch die Übernahme konzentriert das Unternehmen fast den kompletten Regionalverkehr um Leipzig und im Muldental auf sich. Im Zuge der damit verbundenen Ausweitung des Bedienungsgebietes wurde die Personenverkehrsgesellschaft Muldental am 12. Dezember 2014 zur Regionalbus Leipzig umfirmiert.

## Linienübersicht
| Linie | Endpunkte                                                                | Verlauf                                                                  |          |
| ----- | ------------------------------------------------------------------------ | ------------------------------------------------------------------------ | -------- |
| 100   | Groitzsch ↔ Markkleeberg                                                 | Zwenkau – Großdeuben – Gaschwitz – Großstädteln                          | PlusBus  |
| 101   | Zwenkau ↔ Borna                                                          | Böhlen – Rötha – Kahnsdorf – Lobstädt                                    | PlusBus  |
| 105   | Zwenkau ↔ Markkleeberg                                                   | Freizeitpark Belantis                                                    |          |
| 106   | Großstädteln ↔ Probstheida                                               | Zöbigker – Markkleeberg – Wachau                                         | PlusBus  |
| 107   | Zwenkau ↔ Connewitzer Kreuz                                              | Großdeuben – Gaschwitz – Großstädteln – Markkleeberg                     | PlusBus  |
| 120   | Zwenkau ↔ Knautkleeberg                                                  | Großdalzig – Zitzschen – Kitzen – Knautnaundorf                          |          |
| 121   | Groitzsch ↔ Schkeitbar                                                   | Pegau – Großdalzig – Werben – Kitzen                                     |          |
| 122   | Markranstädt/Pegau/Zwenkau                                               |                                                                          | RufBus   |
| 123   | Zwenkau ↔ Groitzsch                                                      | Löbschütz – Großstorkwitz – Carsdorf – Pegau                             |          |
| 124   | Zwenkau ↔ Elstertrebnitz                                                 | Löbschütz – Audigast – Groitzsch – Pegau                                 |          |
| 125   | Groitzsch ↔ Groitzsch                                                    | Methewitz – Pautzsch – Kleinprießligk – Altengroitzsch                   |          |
| 141   | Borna ↔ Probstheida                                                      | Espenhain – Störmthal – Auenhain – Wachau                                | PlusBus  |
| 144   | Zwenkau ↔ Kitzscher                                                      | Böhlen – Rötha – Espenhain – Thierbach                                   | PlusBus  |
| 145   | Großpösna ↔ Muckern                                                      | Güldengossa – Störmthal – Dreiskau                                       |          |
| 146   | Zwenkau ↔ Oelzschau                                                      | Böhlen – Rötha – Espenhain – Kleinpötzschau                              |          |
| 161   | Markranstädt ↔ Lausen                                                    | Quesitz – Schkeitbar – Seebenisch – Kulkwitz                             | TaktBus  |
| 163   | Markranstädt ↔ Markranstädt                                              | Großlehna – Altranstädt – Günthersdorf – Frankenheim                     |          |
| 165   | Markranstädt ↔ Lützen                                                    | Kulkwitz – Seebenisch – Schkeitbar – Meuchen                             | TaktBus  |
| 608   | Bad Lausick ↔ Kleinbardau                                                | Ballendorf – Glasten                                                     |          |
| 609   | Grimma ↔ Belgershain                                                     | Großbardau – Kleinbardau – Otterwisch – Rohrbach                         |          |
| 610   | Bad Lausick ↔ Grimma                                                     | Etzoldshain – Kleinbardau – Großbardau                                   | PlusBus  |
| 611   | Bad Lausick                                                              |                                                                          | RufBus   |
| 613   | Bad Lausick ↔ Colditz                                                    | Ballendorf                                                               | TaktBus  |
| 614   | Bad Lausick ↔ Thierbaum                                                  | Buchheim – Ebersbach                                                     |          |
| 617   | Grimma ↔ Kitzscher                                                       | Waldbardau – Großbardau – Otterwisch – Stockheim                         |          |
| 619   | Grimma ↔ Colditz                                                         | Großbothen – Leisenau – Schönbach – Sermuth                              | PlusBus  |
| 620   | Colditz ↔ Rochlitz                                                       | Möseln                                                                   | TaktBus  |
| 621   | Colditz ↔ Nerchau                                                        | Tanndorf – Böhlen – Mutzschen – Cannewitz                                |          |
| 622   | Colditz ↔ Hartha                                                         | Zollwitz – Hausdorf – Schönerstädt – Gersdorf                            |          |
| 624   | Colditz                                                                  |                                                                          | RufBus   |
| 626   | Colditz ↔ Tanndorf                                                       | Hausdorf – Erlbach – Meuselwitz – Zschadraß                              |          |
| 630   | Grimma ↔ Wermsdorf                                                       | Neunitz – Bröhsen – Ragewitz – Mutzschen                                 | PlusBus  |
| 632   | Grimma ↔ Grimma                                                          | Großbothen – Kleinbothen – Kaditzsch – Neuneunitz                        |          |
| 633   | Grimma ↔ Tanndorf                                                        | Neunitz – Bröhsen – Dürrweitzschen – Böhlen                              | TaktBus  |
| 636   | Böhlen ↔ Polkenberg                                                      | Muschau – Zschoppach – Ragewitz – Bröhsen                                |          |
| 640   | Brandis ↔ Klinga                                                         | Beucha – Albrechtshain – Erdmannshain – Naunhof                          | PlusBus  |
| 641   | Grimma ↔ Kitzscher                                                       | Seelingstädt – Naunhof – Köhra – Belgershain                             | PlusBus  |
| 644   | Grimma ↔ Brandis                                                         | Beiersdorf – Klinga – Ammelshain – Polenz                                | PlusBus  |
| 645   | Großpösna ↔ Klinga                                                       | Belgershain – Köhra – Naunhof – Pomßen                                   |          |
| 648   | Trebsen ↔ Trebsen                                                        | Seelingstädt – Altenhain                                                 |          |
| 649   | Fremdiswalde ↔ Seelingstädt                                              | Nerchau – Neichen – Trebsen                                              |          |
| 653   | Nerchau ↔ Nerchau                                                        | Golzern – Deditz – Grottewitz – Cannewitz                                |          |
| 654   | Grimma ↔ Fremdiswalde                                                    | Neunitz – Bröhsen – Grottewitz – Cannewitz                               | TaktBus  |
| 655   | Wurzen ↔ Oelschütz                                                       | Roitzsch – Kühren – Burkartshain – Pyrna                                 |          |
| 659   | Wurzen ↔ Fremdiswalde                                                    | Roitzsch – Körlitz – Kühren – Sachsendorf                                | TaktBus  |
| 660   | Wurzen ↔ Falkenhain                                                      | Zschorna                                                                 | TaktBus  |
| 661   | Wurzen ↔ Falkenhain                                                      | Roitzsch – Kühnitzsch – Dornreichenbach – Meltewitz                      | TaktBus  |
| 662   | Falkenhain ↔ Dahlen                                                      | Frauwalde – Börln – Bortewitz                                            |          |
| 663   | Falkenhain ↔ Kornhain                                                    | Dornreichenbach – Kühren – Sachsendorf – Burkartshain                    |          |
| 664   | Frauwalde ↔ Hohburg                                                      | Meltewitz – Heyda – Falkenhain – Thammenhain                             |          |
| 665   | Falkenhain ↔ Heyda                                                       | Müglenz – Hohburg – Dornreichenbach – Meltewitz                          |          |
| 671   | Wurzen ↔ Röcknitz                                                        | Nischwitz – Thallwitz – Lossa – Böhlitz                                  |          |
| 672   | Wurzen ↔ Thammenhain                                                     | Lüptitz – Großzschepa – Kleinzschepa – Hohburg                           | TaktBus  |
| 673   | Wurzen                                                                   |                                                                          |          |
| 674   | Wurzen ↔ Eilenburg                                                       | Nischwitz – Thallwitz                                                    | TaktBus  |
| 675   | Wurzen ↔ Falkenhain                                                      | Nischwitz – Thallwitz – Böhlitz – Röcknitz                               |          |
| 677   | Lossatal / Thallwitz                                                     |                                                                          | RufBus   |
| 680   | Wurzen ↔ Brandis                                                         | Bennewitz – Altenbach – Zeititz – Machern                                |          |
| 682   | Wurzen ↔ Brandis                                                         | Bennewitz – Deuben – Püchau – Machern                                    |          |
| 683   | Brandis ↔ Machern                                                        | Posthausen – Gerichshain                                                 |          |
| 684   | Brandis ↔ Panitzsch                                                      | Beucha – Zweenfurth – Borsdorf                                           |          |
| 689   | Gerichshain ↔ Beucha                                                     | Brandis – Waldsteinberg                                                  | PlusBus  |
| 690   | Grimma ↔ Leipzig                                                         | Grethen – Köhra – Threna – Großpösna                                     | PlusBus  |
| 691   | Wurzen ↔ Leipzig                                                         | Altenbach – Machern – Gerichshain – Borsdorf                             |          |
| 693   | Wurzen ↔ Grimma                                                          | Bennewitz – Rothersdorf – Trebsen – Hohnstädt                            | PlusBus  |
| 694   | Wurzen ↔ Grimma                                                          | Nemt – Neichen – Nerchau – Golzern                                       | PlusBus  |
| A     | Grimma Bushof – Bahnhof – Markt – Busbahnhof – Nicolaiplatz – Hohnstädt  | Grimma Bushof – Bahnhof – Markt – Busbahnhof – Nicolaiplatz – Hohnstädt  | StadtBus |
| B     | Grimma Bahnhof – Gerichtswiesen – Westring – Krankenhaus – Nicolaiplatz  | Grimma Bahnhof – Gerichtswiesen – Westring – Krankenhaus – Nicolaiplatz  | StadtBus |
| A     | Wurzen Bahnhof – Clara-Zetkin-Platz – Krankenhaus – Einkaufszentrum Nord | Wurzen Bahnhof – Clara-Zetkin-Platz – Krankenhaus – Einkaufszentrum Nord | StadtBus |
| B     | Wurzen Bahnhof – Am Steinhof – Dehnitz                                   | Wurzen Bahnhof – Am Steinhof – Dehnitz                                   | StadtBus |
| E1    | Markkleeberg ↔ GLOBUS                                                    | Connewitz – Lößnig – Dölitz                                              |          |
| E2    | GLOBUS Wacha                                                             | Liebertwolkwitz – Zuckelhausen – Stötteritz – Probstheida                |          |
| PP1   | Meusdorf ↔ Pösna Park                                                    | Liebertwolkwitz                                                          |          |
| PP3   | Brandis ↔ Pösna Park                                                     | Ammelshain – Klinga – Naunhof – Köhra                                    |          |
| PP4   | Böhlen ↔ Pösna Park                                                      | Rötha – Kleinpötzschau – Belgershain – Threna                            |          |
| R66   | Bennewitz / Machern                                                      |                                                                          | RufBus   |

### PlusBus
Seit dem Start der S-Bahn Mitteldeutschland wurden die Linien 100, 101, 106, 107, 141, 144, 610, 619, 630, 640, 641, 644, 689, 690, 693 und 694 in den letzten Jahren zum PlusBus aufgewertet. Gleichzeitig wurden die Linien 161, 165, 613, 620, 633, 654, 659, 660, 661, 672 und 674 zum TaktBus.

## Betriebshöfe
Das Unternehmen besitzt Betriebshöfe in Colditz, am Hauptsitz in Deuben und in Grimma sowie seit 2013 im Zuge der Übernahme der Leobus-Konzession auch den ex-Leobus-Betriebshof in Zwenkau.
| Deuben (Hauptsitz)     | Leipziger Straße 79     | 04828 Deuben  |
| Grimma                 | Bahnhofstraße 5 Haus 25 | 04668 Grimma  |
| Colditz²               | Grimmaische Straße 25   | 04680 Colditz |
| Zwenkau (seit 12/2013) | Pegauer Str. 124        | 04442 Zwenkau |

## Fahrzeuge
Ehemalige 
Morris LC

Baujahr: ?

Anzahl im Unternehmen: 1

Einsatzgebiet: Linie
| Baujahr | Kennzeichen | Lebenslauf | Ausmusterung | Foto |
| –       | –           | –          | –            | –    |

IFA H6B

Baujahr: ?

Anzahl im Unternehmen: 1

Einsatzgebiet: Linie
| Baujahr | Kennzeichen | Lebenslauf | Ausmusterung | Foto |
| –       | –           | –          | –            | –    |

IFA H6B Anhänger

Baujahr: ?

Anzahl im Unternehmen: 1

Einsatzgebiet: Linie
| Baujahr | Kennzeichen | Lebenslauf | Ausmusterung | Foto |
| –       | –           | –          | –            | –    |

Ikarus 55 Lux

Baujahr:

Anzahl im Unternehmen: 1

Einsatzgebiet: Linie, Reise
| Baujahr | Kennzeichen | Lebenslauf | Ausmusterung | Foto |
| –       | –           | –          | –            | –    |

Ikarus 211.51

Baujahr: 1976, 1978, 1989

Anzahl im Unternehmen: 6

Einsatzgebiet: Linie
| Baujahr | Kennzeichen | Lebenslauf     | Ausmusterung | Foto |
| 1976    | SI 80-55    | –              | unbekannt    | -    |
| 1976    | SI 80-66    | –              | unbekannt    | -    |
| 1978    | SI 85-44    | –              | unbekannt    | -    |
| 1978    | SI 89-45    | –              | unbekannt    | -    |
| 1989    | GRM-PV 31   | 92 ex SI 90-02 | unbekannt    | -    |
| 1989    | WUR-PV 10   | 92 ex SR 37-08 | unbekannt    | -    |

Ikarus 250.59

Baujahr: 1986

Anzahl im Unternehmen: 1

Einsatzgebiet: Reise
| Baujahr | Kennzeichen | Lebenslauf     | Ausmusterung | Foto |
| 1986    | WUR-PV 5    | 92 ex UR 42-87 | unbekannt    | -    |

Ikarus 250.67

Baujahr: 1987, 1988, 1989

Anzahl im Unternehmen: 4

Einsatzgebiet: Reise, Linie
| Baujahr | Kennzeichen | Lebenslauf     | Ausmusterung | Foto |
| 1987    | GRM-PV 21   | 92 ex SJC 8-93 | unbekannt    | -    |
| 1988    | WUR-PV 6    | 92 ex UR 29-88 | unbekannt    | -    |
| 1989    | GRM-PV 22   | ex SI 72-27    | unbekannt    | -    |
| 1989    | WUR-PV 7    | 92 ex SM 40-11 | unbekannt    | -    |

Ikarus 255 .71

Baujahr: 1974, 1975

Anzahl im Unternehmen: 3

Einsatzgebiet: Reise, Linie
| Baujahr | Kennzeichen | Lebenslauf | Ausmusterung | Foto |
| 1974    | SD 92-20    | –          | unbekannt    | -    |
| 1974    | SI 65-30    | –          | unbekannt    | -    |
| 1975    | SI 65-32    | –          | unbekannt    | -    |

Ikarus 255 .72

Baujahr: 1974, 1975, 1977, 1978, 1979, 1980

Anzahl im Unternehmen: 20

Einsatzgebiet: Reise, Linie
| Baujahr | Kennzeichen | Lebenslauf     | Ausmusterung | Foto |
| 1974    | SI 66-96    | –              | unbekannt    | -    |
| 1975    | SI 65-65    | –              | unbekannt    | -    |
| 1975    | SI 75-43    | –              | unbekannt    | -    |
| 1975    | SI 79-55    | –              | unbekannt    | -    |
| 1975    | SI 79-60    | –              | unbekannt    | -    |
| 1976    | SI 82-04    | –              | unbekannt    | -    |
| 1976    | SI 82-24    | –              | unbekannt    | -    |
| 1976    | SI 82-25    | –              | unbekannt    | -    |
| 1977    | SI 78-73    | –              | unbekannt    | -    |
| 1977    | SI 85-34    | –              | unbekannt    | -    |
| 1977    | SI 93-20    | –              | unbekannt    | -    |
| 1977    | SI 93-27    | –              | unbekannt    | -    |
| 1977    | UR 10-12    | –              | unbekannt    | -    |
| 1978    | UR 16-12    | –              | unbekannt    | -    |
| 1979    | SI 99-96    | –              | unbekannt    | -    |
| 1979    | SJC 4-33    | –              | unbekannt    | -    |
| 1979    | UR 16-46    | –              | unbekannt    | -    |
| 1980    | GRM-PV 36   | 92 ex SI 99-99 | unbekannt    | -    |
| 1980    | SI 99-88    | –              | unbekannt    | -    |
| 1980    | UR 21-40    | –              | unbekannt    | -    |

Ikarus 256.51

Baujahr: 1977, 1978, 1981, 1987, 1988, 1990

Anzahl im Unternehmen: 6

Einsatzgebiet: Reise, Linie
| Baujahr | Kennzeichen | Lebenslauf                | Ausmusterung | Foto |
| 1977    | SI 88-39    | –                         | unbekannt    | -    |
| 1978    | GRM-PV 32   | 92 ex SI 92-39            | unbekannt    | -    |
| 1981    | SJA 2-96    | –                         | unbekannt    | -    |
| 1987    | WUR-PV 8    | 92 ex UR 49-62            | unbekannt    | -    |
| 1988    | MTL-PV 63   | ex GRM-PV 40; 92 ex 88-88 | unbekannt    | -    |
| 1990    | GRM-PV 23   | 92 ex SI 63-98            | unbekannt    | -    |

Ikarus 256.74

Baujahr: 1989

Anzahl im Unternehmen: 1

Einsatzgebiet: Reise, Linie
| Baujahr | Kennzeichen | Lebenslauf     | Ausmusterung | Foto |
| 1989    | WUR-PV 9    | 92 ex SR 37-94 | unbekannt    | -    |

Ikarus 260.02

Baujahr: 1973, 1981, 1984

Anzahl im Unternehmen: 4

Einsatzgebiet: Linie
| Baujahr | Kennzeichen | Lebenslauf       | Ausmusterung | Foto |
| 1973    | SJC 4-45    | –                | unbekannt    | -    |
| 1981    | SJC 3-90    | 84 ex BVB Berlin | unbekannt    | -    |
| 1984    | SI 64-16    | 87 ex BVB Berlin | unbekannt    | -    |
| 1984    | UR 38-08    | –                | unbekannt    | -    |

Ikarus 260.43

Baujahr: 1986, 1987, 1988, 1989

Anzahl im Unternehmen: 11

Einsatzgebiet: Linie
| Baujahr | Kennzeichen | Lebenslauf     | Ausmusterung | Foto |
| 1986    | GRM-PV 25   | 92 ex SI 66-90 | unbekannt    | -    |
| 1986    | GRM-PV 26   | 92 ex SI 66-56 | unbekannt    | -    |
| 1986    | WUR-PV 18   | 92 ex UR 46-60 | unbekannt    | -    |
| 1986    | WUR-PV 19   | 92 ex UR 46-61 | unbekannt    | -    |
| 1987    | GRM-PV 39   | 92 ex SI 72-16 | unbekannt    | -    |
| 1987    | WUR-PV 20   | 92 ex UR 49-69 | unbekannt    | -    |
| 1988    | WUR-PV 21   | 92 ex UR 29-67 | unbekannt    | -    |
| 1988    | GRM-PV 24   | 92 ex SJE 8-44 | unbekannt    | -    |
| 1989    | GRM-PV 41   | 92 ex SI 66-80 | unbekannt    | -    |
| 1989    | WUR-PV 22   | 92 ex SM 34-34 | unbekannt    | -    |
| 1989    | WUR-PV 23   | 92 ex SR 35-11 | unbekannt    | -    |

Ikarus 266.31

Baujahr: 1980
Anzahl im Unternehmen: 1
Einsatzgebiet: Linie
| Baujahr | Kennzeichen | Lebenslauf                 | Ausmusterung | Foto |
| 1980    | GRM-PV 38   | 92 ex SJA 3-00 ex SJA 2-85 | unbekannt    | -    |

Ikarus 280.02

Baujahr/e: 1974, 1984, 1987

Anzahl im Unternehmen: 3

Einsatzgebiet: Linie
| Baujahr | Kennzeichen | Lebenslauf                       | Ausmusterung | Foto |
| 1974    | SR 25-72    | –                                | unbekannt    | -    |
| 1984    | SJE 8-56    | –                                | unbekannt    | -    |
| 1984    | WUR-PV 12   | 92 ex UR 48-50; 87 ex BVB Berlin | unbekannt    | -    |

Ikarus 280.03

Baujahr: 1981, 1985, 1986, 1987, 1988, 1990

Anzahl im Unternehmen: 16

Einsatzgebiet: Linie
| Baujahr | Kennzeichen | Lebenslauf | Ausmusterung | Foto |
| 1981    | SJC 7-28    | – | unbekannt    | -    |
| 1985    | WUR-PV 16   | 92 ex SJC 7-19 | unbekannt    | -    |
| 1985    | WUR-PV 17   | 92 ex SJC 7-20 | unbekannt    | -    |
| 1985    | SJE 8-84    | – | unbekannt    | -    |
| 1986    | WUR-PV 13   | 92 ex UR 45-75 | unbekannt    | -    |
| 1986    | WUR-PV 14   | 92 ex UR 45-76 | unbekannt    | -    |
| 1987    | MTL-PV 19   | 12.96 Autobus Sachsen, Chemnitz 15/9303 HOT-Y 31 04.92 ex. KV Zwickau 2293037, TC 94-50                                                                  | unbekannt    | -    |
| 1987    | GRM-PV 27   | 92 ex SI 78-80 | unbekannt    | -    |
| 1987    | MTL-PV 17   | 12.96 ex Autobus Sachsen, Chemnitz, 15/9300 HOT-Y 27; 04.92 KV Zwickau 2293004 TC 84-46                                                                  | unbekannt    | -    |
| 1988    | MTL-PV 42   | 08.97 ex Regionalbus Oberlausitz, Kamenz, KM-RS 286; 06.97 ex Verkehrsgesellschaft Spree-Elster, Hoyerswerda, HY-N 851; 92 ex KV Schwarzepumpe ZH 63-24  | unbekannt    | -    |
| 1988    | WUR-PV 15   | 92 ex SM 28-74 | unbekannt    | -    |
| 1988    | GRM-PV 28   | 92 ex SJE 8-27 | unbekannt    | -    |
| 1988    | GRM-PV 29   | 92 ex SJE 8-28 | 00.2000      | -    |
| 1988    | MTL-PV 32   | 09.98 ex Autobus Sachsen Chemnitz, 16/9312 STL-X 42; 92 ex KV Chemnitz 1393154 TK 45-71                                                                  | unbekannt    | -    |
| 1988    | MTL-PV 43   | 08.97 ex Regionalbus Oberlausitz, Kamenz, KM-RS 276; 06.97 ex Verkehrsgesellschaft Spree-Elster, Hoyerswerder HY-JV 80; 92 ex KV Schwarze Pumpe ZH 63-22 | unbekannt    | -    |
| 1990    | GRM-PV 30   | 92 ex SI 62-07 | unbekannt    | -    |

Neoplan N 116

Baujahr: 1985

Anzahl im Unternehmen: 1

Einsatzgebiet: Reise
| Baujahr | Kennzeichen | Lebenslauf     | Ausmusterung | Foto |
| 1985    | GRM-Y 821   | 92 ex SI 93-43 | 01/1999      | -    |

Neoplan N 316 K

Baujahr: 1991

Anzahl im Unternehmen: 2

Einsatzgebiet: Reise, Linie
| Baujahr | Kennzeichen | Lebenslauf | Ausmusterung | Foto |
| 1991    | WUR-H 522   | –          | 01/2009      | -    |
| 1991    | GRM-E 949   | –          | unbekannt    | -    |

Neoplan N 316 Ü

Baujahr: 1992, 1993

Anzahl im Unternehmen: 5

Einsatzgebiet: Linie
| Baujahr | Kennzeichen | Lebenslauf | Ausmusterung | Foto |
| 1992    | GRM-DZ 1    | –          | unbekannt    | -    |
| 1992    | GRM-DZ 2    | –          | unbekannt    | -    |
| 1993    | GRM-PV 44   | –          | unbekannt    | -    |
| 1993    | GRM-PV 45   | –          | unbekannt    | -    |
| 1993    | WUR-PV 11   | –          | unbekannt    | -    |

Neoplan N 208

Baujahr: 1987

Anzahl im Unternehmen: 1

Einsatzgebiet: Reise
| Baujahr | Kennzeichen | Lebenslauf | Ausmusterung | Foto |
| 1987    | -           | 12.98 ex Transport und Logistik Tralo, Riesa RG-SV 10; 07.98 ex Haase & Nicklisch Automobilvertrieb, Riesa RG-SV 10; 01.98 ex Jacobs, Saarwellingen, SLS-Z 351 | unbekannt    | -    |

Kässbohrer Setra S 209 H

Baujahr: 1980

Anzahl im Unternehmen: 1

Einsatzgebiet: Reise
| Baujahr | Kennzeichen | Lebenslauf | Ausmusterung | Foto |
| 1980    | MTL-PV 25   | -          | 04.2009      | -    |

Kässbohrer Setra S 215 HRI-GT

Baujahr: 1992

Anzahl im Unternehmen: 2

Einsatzgebiet: Reise
| Baujahr | Kennzeichen | Lebenslauf | Ausmusterung | Foto |
| 1992    | WUR-Y 678   | -          | unbekannt    | -    |
| 1992    | GRM-PV 20   | -          | unbekannt    | -    |

Kässbohrer, EvoBus Setra S 215 NR

Baujahr: 1993, 1994, 1995

Anzahl im Unternehmen: 8

Einsatzgebiet: Linie
| Baujahr | Kennzeichen | Lebenslauf                         | Ausmusterung | Foto |
| 1994    | L-YP 1105   | 04.09 ex. RVG Weißenfels WSF-VV 48 | 02/2014      | -    |
| 1993    | MTL-PV 26   | –                                  | 2014         | -    |
| 1994    | GRM-PV 26   | –                                  | 2014         | -    |
| 1993    | MTL-PV 46   | 04 ex. SBN, Senftenberg SFB-KV 35  | 2014         | -    |
| 1994    | GRM-PV 54   | –                                  | 2014         | -    |
| 1995    | MTL-PV 58   | –                                  | 2014         | -    |
| 1994    | GRM-F 97    | –                                  | 2014         |      |
| 1994    | GRM-PV34    | –                                  | 12/2015      | -    |

Kässbohrer Setra S 215 SL

Baujahr: 1992

Anzahl im Unternehmen: 1

Einsatzgebiet: Linie
| Baujahr | Kennzeichen | Lebenslauf | Ausmusterung | Foto |
| 1992    | GRM-PV 33   | –          | 12/2012      | -    |

Kässbohrer Setra S 215 UL

Baujahr: 1992, 1993

Anzahl im Unternehmen: 6

Einsatzgebiet: Linie
| Baujahr | Kennzeichen | Lebenslauf                                     | Ausmusterung | Foto |
| 1992    | GRM-PV 46   | –                                              | unbekannt    | -    |
| 1993    | GRM-PV 47   | –                                              | unbekannt    | -    |
| 1993    | WUR-F 345   | –                                              | unbekannt    | -    |
| 1993    | WUR-L 667   | –                                              | unbekannt    | -    |
| 1993    | WUR-PV 24   | –                                              | unbekannt    | -    |
| 1993    | GRM-PV 48   | –                                              | unbekannt    | -    |
| 1993    | L-VR 5075   | 01.96 ex. L-RV 1075 12.13 ex. LeoBus L-VR 5075 | 2014         | -    |

Kässbohrer Setra S 217 NR

Baujahr: 1993

Anzahl im Unternehmen: 1

Einsatzgebiet: Linie
| Baujahr | Kennzeichen | Lebenslauf                            | Ausmusterung | Foto |
| 1993    | MTL-PV 59   | 12.95 Vorführwagen/Prototyp UL-A 2132 | 01/2010      | -    |

Kässbohrer Setra SG 219 SL

Baujahr: 1992, 1993

Anzahl im Unternehmen: 3

Einsatzgebiet: Linie
| Baujahr | Kennzeichen | Lebenslauf                                     | Ausmusterung | Foto |
| 1992    | L-VR 5087   | 01.96 ex. L-RV 1087 12.13 ex. LeoBus L-VR 5087 | 11/2014      | -    |
| 1992    | L-VR 5088   | 01.96 ex. L-RV 1088 12.13 ex. LeoBus L-VR 5088 | 11/2014      | -    |
| 1993    | L-VR 5149   | 01.96 ex. L-RV 1119 12.13 ex. LeoBus L-VR 5149 | 11/2014      | -    |

Kässbohrer Setra SG 221 UL

Baujahr: 1992, 1993

Anzahl im Unternehmen: 3

Einsatzgebiet: Linie
| Baujahr | Kennzeichen | Lebenslauf                                     | Ausmusterung | Foto |
| 1993    | L-VR 5008   | 01.96 ex. L-RV 1120 12.13 ex. LeoBus L-VR 5008 | 11/2014      | -    |
| 1992    | L-VR 5097   | 01.96 ex. L-RV 1097 12.13 ex. LeoBus L-VR 5097 | 11/2014      | -    |
| 1993    | L-VR 5111   | 01.96 ex. L-RV 1111 12.13 ex. LeoBus L-VR 5111 | 11/2014      | -    |

Kässbohrer Setra S 315 HD

Baujahr: 1992

Anzahl im Unternehmen: 1

Einsatzgebiet: Reise
| Baujahr | Kennzeichen | Lebenslauf                                                 | Ausmusterung | Foto |
| 1992    | MTL-- --    | 01.99 ex Runge Beiersdorf, Bei Hochwasser 2001 beschädigt. | 2001         | -    |

EvoBus Setra S 315 UL

Baujahr: 1997

Anzahl im Unternehmen: 2

Einsatzgebiet: Linie
| Baujahr | Kennzeichen | Lebenslauf | Ausmusterung | Foto |
| 1997    | MTL-PV 70   | –          | 12/2015      | -    |
| 1997    | MTL-PV 71   | –          | 12/2015      | -    |

EvoBus Setra S 319 UL

Baujahr: 1998

Anzahl im Unternehmen: 2

Einsatzgebiet: Linie
| Baujahr | Kennzeichen | Lebenslauf | Ausmusterung | Foto |
| 1998    | MTL-PV 75   | –          | 12/2015      | -    |
| 1997    | MTL-PV 67   | –          | 12/2015      | -    |

EvoBus Setra S 319 NF

Baujahr: 1999

Anzahl im Unternehmen: 1

Einsatzgebiet: Linie
| Baujahr | Kennzeichen | Lebenslauf                           | Ausmusterung | Foto |
| 1999    | L-YP 1144   | 03.14 ex RBM,Mittweida 1279,MW-R 127 | 12/2015      | -    |

MAN A21 (NL 223)

Baujahr: 1997

Anzahl im Unternehmen: 3

Einsatzgebiet: Linie
| Baujahr | Kennzeichen | Lebenslauf                                                                                   | Ausmusterung | Foto |
| 1997    | L-VR 5121   | 07.08 ex. LVB 62 12.13 ex.LeoBus L-VR 5121                                                   | 12/2015      | -    |
| 1997    | L-VR 5122   | 07.08 ex. LVB 61 12.13 ex.LeoBus L-VR 5122                                                   | 03/2016      | -    |
| 1997    | L-VR 5123   | 07.08 ex. LVB 63 12.13 ex.LeoBus L-VR 5123 Als Ersatzteilspender übernommen 03/2016 abgeholt | 03/2013      | -    |

MAN NM 152

Baujahr: 1993

Anzahl im Unternehmen: 4

Einsatzgebiet: Linie
| Baujahr | Kennzeichen | Lebenslauf | Ausmusterung | Foto |
| 1993    | WUR-PV 26   | –          | unbekannt    | -    |
| 1993    | WUR-PV 27   | –          | unbekannt    | -    |
| 1993    | GRM-PV 49   | –          | unbekannt    | -    |
| 1993    | GRM-PV 50   | –          | unbekannt    | -    |

MAN A72 (SÜ 283)

Baujahr: 2002

Anzahl im Unternehmen: 4

Einsatzgebiet: Linie
| Baujahr | Kennzeichen | Lebenslauf                                                                    | Ausmusterung | Foto |
| 2002    | L-VR 5093   | 12.13 ex. LeoBus L-VR 5093 02/2017-00.2018 ausgemustert und wieder angemeldet | -            | -    |
| 2002    | L-VR 5094   | 12.13 ex. LeoBus L-VR 5094 02/2017-00.2018 ausgemustert und wieder angemeldet | -            | -    |
| 2002    | L-VR 5105   | 12.13 ex. LeoBus L-VR 5105 02/2017-00.2018 ausgemustert und wieder angemeldet | -            | -    |
| 2002    | L-VR 5129   | 12.13 ex. LeoBus L-VR 5129 02/2017-00.2018 ausgemustert und wieder angemeldet | -            | -    |

MAN 893 (ÜL 272)

Baujahr: 1994

Anzahl im Unternehmen: 1

Einsatzgebiet: Linie
| Baujahr | Kennzeichen | Lebenslauf                                    | Ausmusterung | Foto |
| 1994    | L-VR 5137   | 01.96 ex L-RV 1137 12.13 ex. LeoBus L-VR 5137 | 12/2015      | -    |

Ford Transit

Baujahr: 1994

Anzahl im Unternehmen: 2

Einsatzgebiet: Linie
| Baujahr | Kennzeichen | Lebenslauf | Ausmusterung | Foto |
| 1994    | GRM-PV 37   | –          | unbekannt    | -    |
| 1994    | GRM-PV 51   | –          | unbekannt    | -    |

Mercedes-Benz O 815 D

Baujahr: 1998

Anzahl im Unternehmen: 1

Einsatzgebiet: Linie
| Baujahr | Kennzeichen | Lebenslauf | Ausmusterung | Foto |
| 1998    | MTL-PV 87   | –          | unbekannt    | -    |

Mercedes-Benz O 405

Baujahr: 1994

Anzahl im Unternehmen: 1

Einsatzgebiet: Linie
| Baujahr | Kennzeichen | Lebenslauf                                     | Ausmusterung | Foto |
| 1994    | L-VR 5005   | 05 ex. PNV RG-PV 118 12.13 ex.LeoBus L-VR 5005 | 12/2015      | -    |

Mercedes-Benz O 407

Baujahr: 1994

Anzahl im Unternehmen: 1

Einsatzgebiet: Linie
| Baujahr | Kennzeichen | Lebenslauf                                                      | Ausmusterung | Foto |
| 1994    | L-VR 5024   | 95 ex. RIE-CT 223 11.08 ex. RG-PV 182 12.13 ex.LeoBus L-VR 5024 | 12/ 2015     | -    |

Mercedes-Benz O 408

Baujahr: 1993

Anzahl im Unternehmen: 1

Einsatzgebiet: Linie
| Baujahr        | Kennzeichen                                      | Lebenslauf | Ausmusterung | Foto |
| 1993 L-VR 5018 | .05 ex. PNV RG-PV 157 12.13 ex. LeoBus L-VR 5018 | 12/2013    | -            |      |

Daimler-Chrysler Sprinter DC 905.6

Baujahr: 2003

Anzahl im Unternehmen: 1

Einsatzgebiet: Linie
| Baujahr | Kennzeichen | Lebenslauf | Ausmusterung | Foto |
| 2003    | MTL-PV 28   | –          | 01/2016      | -    |

Arewa Junior 512

Baujahr: 1992

Anzahl im Unternehmen: 2

Einsatzgebiet: Linie
| Baujahr | Kennzeichen | Lebenslauf | Ausmusterung | Foto |
| 1992    | GRM-W 410   | –          | 12/1998      | -    |
| 1992    | GRM-W 411   | –          | 12/1998      | -    |

Aktuelle
| Hersteller/Typ                                 | Baujahr                      | Bestand | Bestuhlung                             | Besonderheiten                                                |
| ---------------------------------------------- | ---------------------------- | ------- | -------------------------------------- | ------------------------------------------------------------- |
| Mercedes-Benz Sprinter W 906 516 CDI TS-Aufbau | 2013,14,15,16                | 11      | Linie                                  | Rollstuhlplatz, Mittelniederflur, Bj. 2016 ohne Hecktür       |
| Daimler-Chrysler Sprinter DC 905.6             | 2003,06,07                   | 3       | Linie                                  | Rollstuhlplatz                                                |
| EvoBus/ Daimler-Benz O 530                     | 2002                         | 3       | Linie                                  | ex. LeoBus GmbH                                               |
| EvoBus/ Daimler-Benz O 530 Ü                   | 2003                         | 1       | Linie                                  | ex. LeoBus GmbH                                               |
| EvoBus/ Daimler-Benz O 530 Ü (C2)              | 2015                         | 4       | Linie                                  | Setra Transit Bestuhlung                                      |
| EvoBus/ Daimler-Benz O 530 LE Ü (C2)           | 2015                         | 8       | Linie                                  | Setra Transit Bestuhlung                                      |
| EvoBus/ Daimler-Benz O 530 LE M Ü (C2)         | 2015, 17                     | 7       | Linie                                  | Setra Transit Bestuhlung, Bj. 2017 Steckdose am Heck          |
| EvoBus/ Daimler-Benz O 530 G Ü (C2)            | 2014, 17                     | 5       | Linie                                  | Setra Transit Bestuhlung, Bj. 2017 Entwerter Tür 2            |
| EvoBus S 315 H                                 | 1998                         | 3       | hoch-Reise-schiebbar                   | kleine Bordküche, Kühlschrank                                 |
| EvoBus S 315 NF                                | 2005,2006                    | 4       | Linie                                  | Niederflur, Rampe, Rollstuhlplatz                             |
| EvoBus S 315 UL                                | 1996,97,99,2000,03,04,06     | 15      | Linie; hoch-fest; hoch-Reise-schiebbar | Kühlschrank, (- Lift)                                         |
| EvoBus S 319 NF                                | 2005                         | 3       | Linie                                  | Niederflur, Rampe, Rollstuhlplatz                             |
| EvoBus S 319 UL                                | 1997,98,99, 2000,01,02,03,04 | 13      | hoch-fest; hoch-Reise-schiebbar        | Kühlschrank, (Lift) 2x Bj. 2002 ex. LeoBus GmbH               |
| EvoBus S 412 UL                                | 2008, 2009                   | 4       | Linie                                  | Rampe, Rollstuhlplatz                                         |
| EvoBus S 415 H                                 | 2010                         | 1       | hoch-Reise-schiebbar                   |                                                               |
| EvoBus S 415 NF                                | 2006,07,11,12,13             | 21      | Linie                                  | Niederflur, Rampe, Rollstuhlplatz 4x Bj. 2006 ex. LeoBus GmbH |
| EvoBus S 415 UL                                | 2011, 12, 14                 | 6       | Linie                                  |                                                               |
| EvoBus S 416 NF                                | 2006                         | 1       | Linie                                  | Fahrradgepäckträger Niederflur, Rampe, Rollstuhlplatz         |
| EvoBus S 419 UL                                | 2014                         | 5       | Linie                                  |                                                               |
| Iveco Daily 65C                                | 2008,09,10                   | 3       | Hochflur, Linie                        | Rampe, Neigetechnik                                           |
| Neoplan N 4516                                 | 2007, 2008                   | 2       | Linie                                  | ex. LeoBus GmbH                                               |
| MAN A78 (EL 283) Lion’s City T                 | 2005                         | 2       | Linie                                  | ex. LeoBus GmbH                                               |
| MAN A78 (EL 293) Lion’s City LE Ü              | 2010                         | 2       | Linie                                  | ex. LeoBus GmbH                                               |
| MAN/ Göppel A76 (NL 2x3)MAN Lion’s City        | 2008                         | 2       | Linie                                  | Niederflur, Rampe, Rollstuhlplatz                             |
| MAN A72 (SÜ 283)                               | 2002                         | 3       | Linie                                  | ex. LeoBus GmbH                                               |
| MAN A 72 (SÜ 313)                              | 2004                         | 1       | Linie                                  | ex.LeoBus GmbH                                                |
| MAN A75 (SG 313)                               | 2002                         | 1       | Linie                                  |                                                               |
| Renault Master ED CYL6                         | 2009                         | 3       | Linie                                  | Rampe                                                         |